# Kosyń (województwo warmińsko-mazurskie)
Kosyń (niem. Kossen) – osada w Polsce położona w województwie warmińsko-mazurskim, w powiecie olsztyńskim, w gminie Dobre Miasto.
W latach 1975–1998 miejscowość administracyjnie należała do województwa olsztyńskiego. Osada znajduje się w historycznym regionie Warmia.
W miejscowości działało Państwowe Gospodarstwo Rolne Kosyń.